# Monrovia (Californie)
Pour les articles homonymes, voir Monrovia (homonymie).
Monrovia est une municipalité située dans le comté de Los Angeles, dans l'État de Californie, aux États-Unis. Au recensement de 2010, sa population était de 36 590 habitants.

## Géographie
Selon le Bureau du recensement, elle a une superficie de 35,8 km2, dont 0,2 km2 de plans d'eau, soit 0,51 % du total.

## Démographie
| 1890 | 1900  | 1910  | 1920  | 1930   | 1940   |
| ---- | ----- | ----- | ----- | ------ | ------ |
| 907  | 1 205 | 3 576 | 5 480 | 10 890 | 12 807 |

| 1950   | 1960   | 1970   | 1980   | 1990   | 2000   |
| ------ | ------ | ------ | ------ | ------ | ------ |
| 20 186 | 27 079 | 30 562 | 30 531 | 35 761 | 36 929 |

| 2010   | - | - | - | - | - |
| ------ | - | - | - | - | - |
| 36 590 | - | - | - | - | - |

## Honneur
L'astéroïde (26090) Monrovia est nommé en son honneur.